# 龚建平
龚建平（1960年7月12日—2004年7月11日），中国北京人，国际级足球裁判，也是中国足球历史上第一个因为受贿、假球、黑哨而被判刑入狱的。2004年因血癌逝于狱中。

## 生平简介
龚建平1982年开始从事足球裁判生涯，2001年成为国际级足球裁判，同时还是北京石油附中的老师。
2001年末，中国足球甲B联赛发生甲B五鼠事件，五支被判定打假球的球队之一、浙江绿城的老板宋卫平事后提供了自己曾经行贿的对象裁判名单。2002年3月，龚建平以涉嫌受贿犯罪被逮捕，4月被正式逮捕，于是成为打假、打黑的焦点。
2003年1月29日，北京市宣武区人民法院公开审理足球裁判龚建平受贿案，以受贿罪判处被告人龚建平有期徒刑10年，他也成为中国足球史上因“黑哨”事件被判刑的第一人。2004年7月11日上午因“骨髓增生异常综合症”（一种不常见的血癌）在北京解放军第304医院病逝。

## 影响
媒体等始终不满的是龚建平成为打黑风波前后唯一最终承担了个人责任的人，而中国足球追查假球黑哨等丑恶现象的努力也随着他的去世无疾而终。
2009年，龚建平逝世五周年，随着新的一次足坛打假浪潮出现，也出现了反思怀念龚建平事件的声音，认为他并不是「最黑的一个」，“龚建平绝不应该是第一个受到法律制裁的裁判，更不应该是唯一一个受法律制裁的裁判”。